# Asteromorpha
Asteromorpha is een geslacht van slangsterren uit de familie Euryalidae. De wetenschappelijke naam van het geslacht werd in 1869, simultaan met de naam van de typsesoort, Asteromorpha steenstrupii, voorgesteld door Christian Frederik Lütken. De naam van de typsesoort werd later in de synonymie van Asteroschema rousseaui Michelin, 1862 geplaatst.

## Soorten
- Asteromorpha koehleri (Döderlein, 1898)
- Asteromorpha rousseaui (Michelin, 1862)
- Asteromorpha tenax Baker, 1980